# ПАК біля мису Хроні
Прибережний аквальний комплекс біля мису Хроні — гідрологічна пам'ятка природи місцевого значення, розташована біля села Осовини Ленінського району АР Крим. Створена відповідно до Постанови ВР АРК № 97 від 22 грудня 1972 року.

## Загальні відомості
Землекористувачем пам'ятки є Глазівська сільська рада, площа — 150 гектарів. Розташована за кілька кілометрів від села Осовини Ленінського району.
Охоронна зона пам'ятки природи «Прибережний аквальний комплекс біля мису Хроні» встановлена з метою захисту особливо охоронюваної природної території від несприятливих антропогенних впливів.

## Галерея

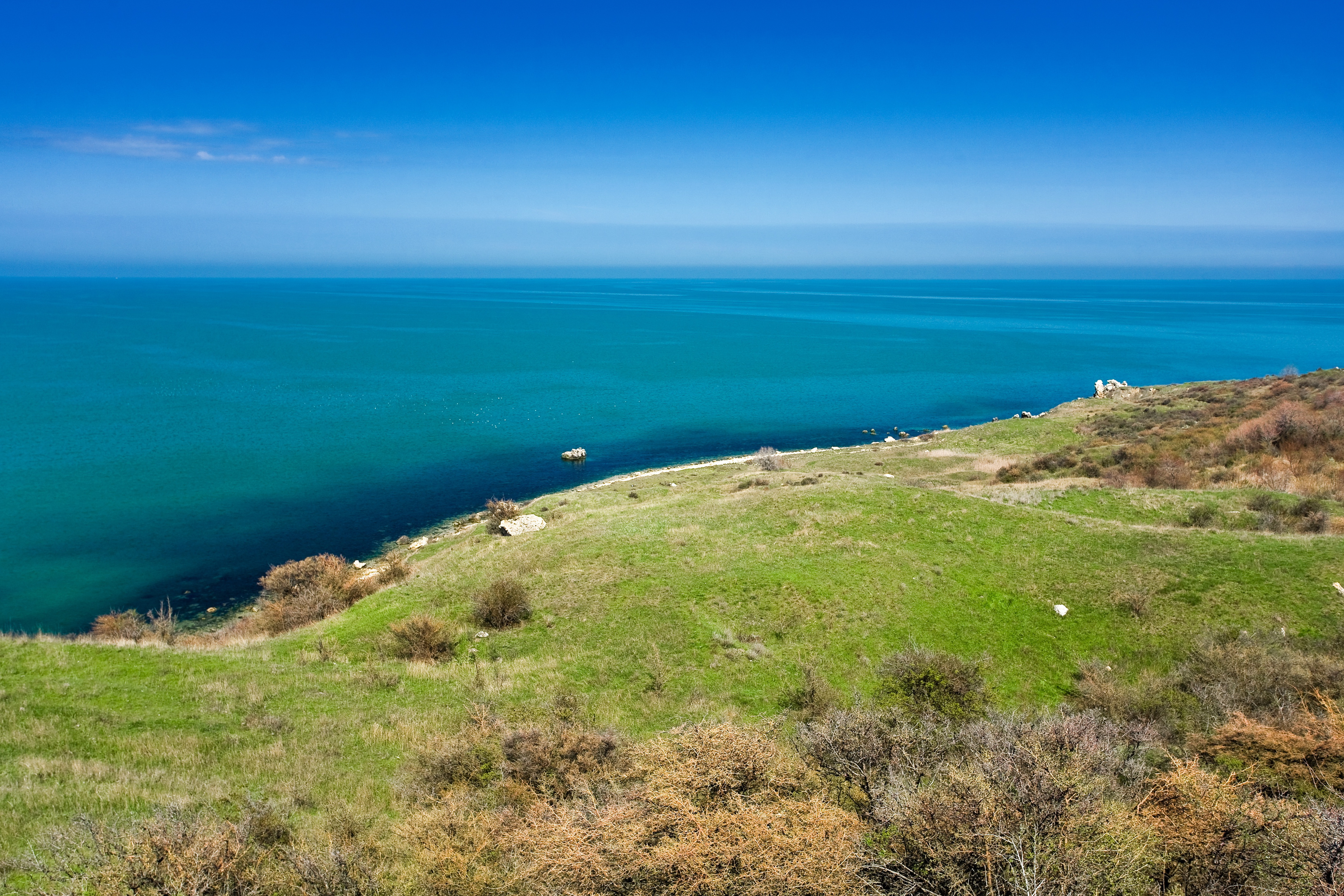
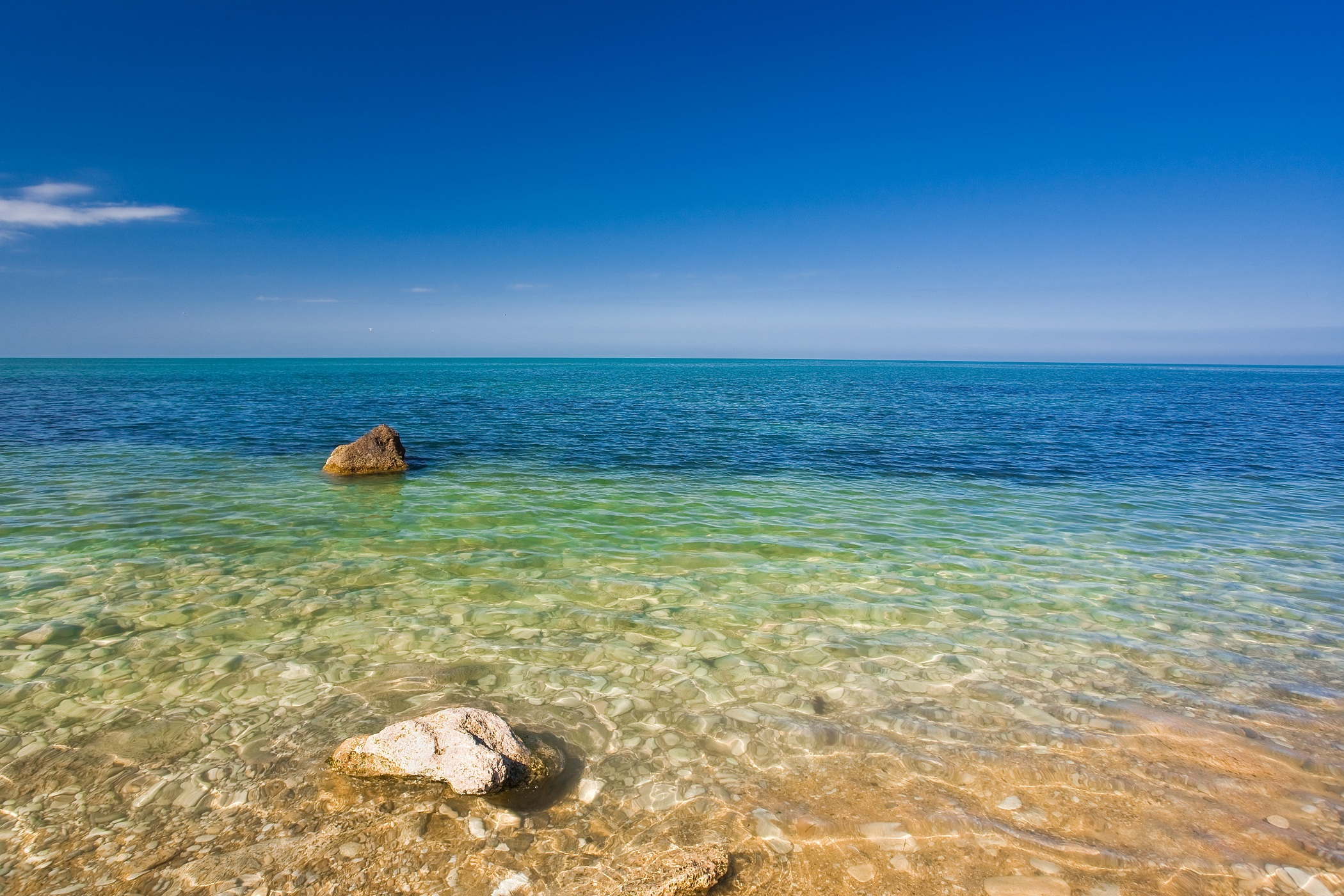
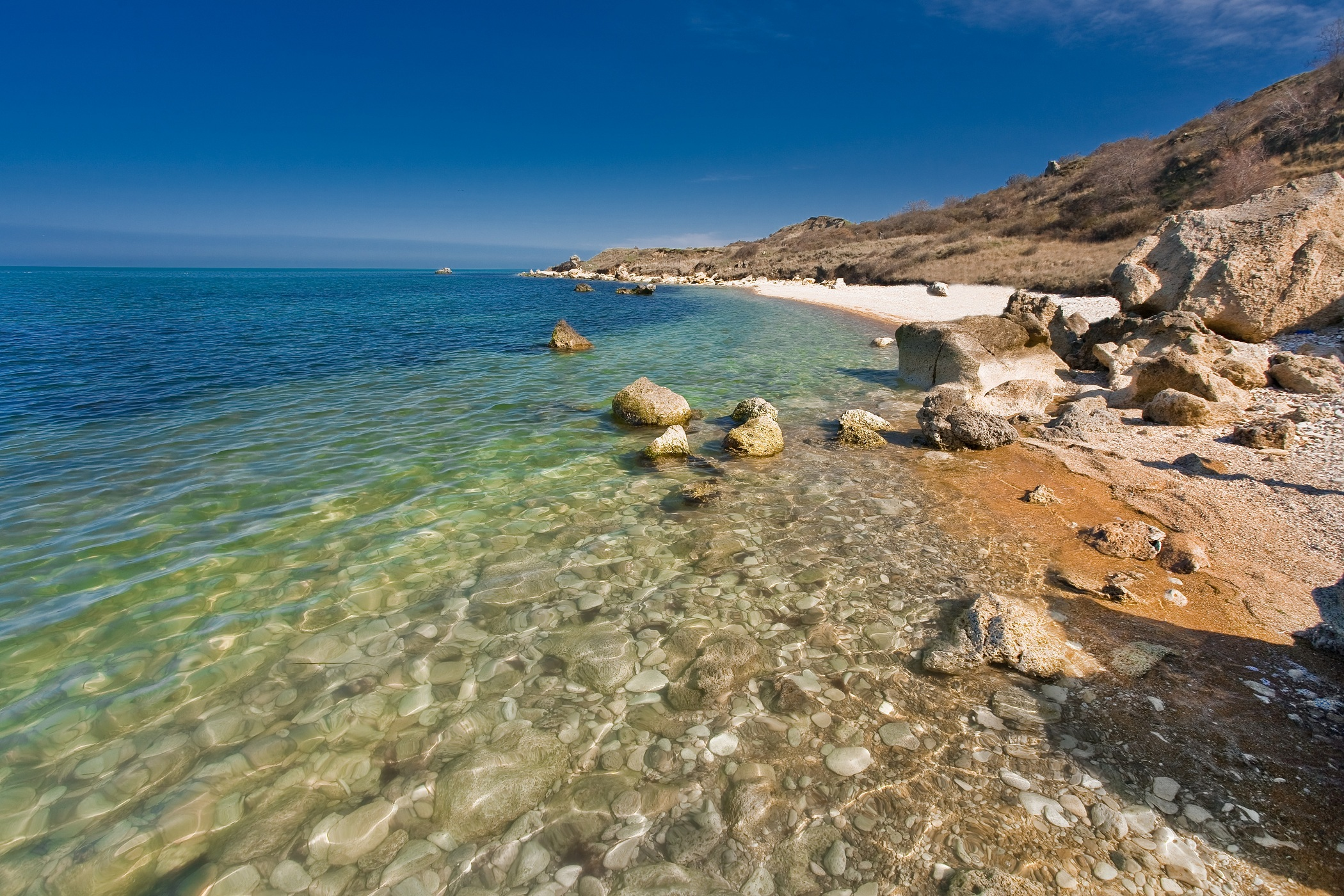